# گزنه‌سگ
گزنه‌سگ (نام علمی: Urtica urens) نام یک گونه از سرده گزنه است.